# Pipturus
Pipturus es un género de plantas fanerógamas de la familia Urticaceae. Incluye 63 especies.

## Especies seleccionadas
- Pipturus acuminatus
- Pipturus albidus
- Pipturus angustifolius
- Pipturus arborescens
- Pipturus argenteus
- Pipturus platyphyllus